# Violetta (instrumento)
La violetta fue un instrumento musical del siglo XVI. Se cree que fue similar a un violín, pero con solo tres cuerdas. El término se usó luego como un paraguas para una variedad de instrumentos de cuerda.
Algunos de los instrumentos que quedan bajo su paraguas son el viol, viola, viola bastarda, viola da braccio, viola de amor, violetta marina, tromba marina y la viola da gamba, viola pomposa, violino piccolo, violonchelo y, por supuesto, el violín. Muchos de los instrumentos dentro de esta familia contenían entre tres y ocho cuerdas (también juegos dobles de cuerdas como una mandolina), tenían trastes o no, se construyeron con costillas muy estrechas o anchas, y la más singular de todas (en por lo menos para los estándares modernos) contenían o no cuerdas simpáticas. Las cuerdas simpáticas (a veces también llamadas cuerdas resonantes), son cuerdas que se sientan debajo de las cuerdas regulares y vibran, o resuenan, en simpatía con las cuerdas sobre ellas mientras se tocan. 
Según The New Grove Dictionary of Musical Instruments, uno de los primeros inicios del término provino de G.M. Lanfranco, un compositor italiano menos conocido del siglo XVI, que usa el término «violetta» en uno de sus libros titulado Scintille di musica en 1533.